# (6713) Coggie
(6713) Coggie – planetoida z grupy pasa głównego asteroid okrążająca Słońce w ciągu 3 lat i 215 dni w średniej odległości 2,34 j.a. Została odkryta 21 maja 1990 roku. Przed nadaniem nazwy planetoida nosiła oznaczenie tymczasowe (6713) 1990 KM.